# آزمایش پزشکی
آزمایش پزشکی از روندهای پزشکی است که برای غربالگری، تشخیص پزشکی یا مانیتورینگ بیماری‌ها به کار می‌رود.